# Vse je igra
Vse je igra je kompilacijski album slovenske pevke zabavne glasbe Ditke Haberl, izdan leta 2006 pri Založbi kaset in plošč RTV Slovenija.

## Kritični odziv
Za Mladino je Miha Štamcar album ocenil z oceno 2 od 5 zvezdic. Svojo oceno je utemeljil: "Ne vem, kaj bi se moralo zgoditi z vsemi pevci in pevkami slovenskih popevk, da bi dojeli, da ne smejo sami izbirati komadov na kompilacijskih ploščah. Ditka se je odločila graditi tole ploščo na komadih iz osemdesetih. A veste, kaj se je dogajalo v osemdesetih? Pri nas recimo najprej punk, pa potem novi val, pa potem pomlad in odcepitev. Jasno, če se v osemdesetih kaj ni dogajalo, je bila to Ditka. Potekala je druga bitka. Pa to ne pomeni, da ne gre za eno naših najboljših popevkaric z izvrstnim in prepoznavnim vokalom, ampak dobro je vedeti, kdaj si bil najboljši. Tako nas skozi tale koncept pevka pelje v najtemačnejše obdobje slovenske popevke, namesto da bi se pohvalila s tistim, kar zares ima."

## Seznam pesmi
| Št. | Naslov                                                              | Besedilo                 | Glasba           | Aranžma           | Dolžina |
| --- | ------------------------------------------------------------------- | ------------------------ | ---------------- | ----------------- | ------- |
| 1.  | „Vse je igra‟                                                       | Elza Budau               | Jože Privšek     | Privšek           | 3:06    |
| 2.  | „Nikoli ne vem‟                                                     | Budau                    | Privšek          | Privšek           | 2:06    |
| 3.  | „Ljubimec brez imena‟                                               | Budau                    | Privšek          | Privšek           | 3:48    |
| 4.  | „Ljubezen v F-molu‟                                                 | Budau                    | Privšek          | Privšek           | 3:09    |
| 5.  | „Nad mestom se dani‟                                                | Dušan Velkavrh           | Privšek          | Privšek           | 3:08    |
| 6.  | „Nenadoma‟                                                          | Velkavrh                 | Nat Kipner       | Ben Sheperd       | 4:06    |
| 7.  | „Za nas je dovoljna ljubav‟ (izvajata Ditka Haberl in Branko Blače) | Mišo Doležal             | Tadej Hrušovar   | Jani Golob        | 3:45    |
| 8.  | „Ali je v tebi srce (Any Old Sunday)‟                               | Velkavrh                 | David Iranstone  | Privšek           | 3:42    |
| 9.  | „Veruj mi‟                                                          | Doležal                  | Hrušovar         | Golob             | 4:06    |
| 10. | „Zaljubljena‟                                                       | Doležal                  | Hrušovar         | Janez Gregorc     | 3:20    |
| 11. | „Kot nekdo, ki imel me bo rad‟                                      | Velkavrh, Terry Bradford | Kipner           | Sheperd, Hrušovar | 3:57    |
| 12. | „Ko sem zaljubljena (Woman in Love)‟                                | Velkaverh, Robin Gibb    | Barry Gibb       | Golob             | 3:51    |
| 13. | „Gledam kako spavaš‟                                                | Jakša Fiamengo           | Joško Koludrovič | Gregorc           | 3:20    |
| 14. | „Ptica brez kril‟                                                   | Budau                    | Gregorc          | Gregorc           | 2:49    |
| 15. | „Samo nasmeh je bolj grenak‟                                        | Budau                    | Privšek          | Privšek           | 3:40    |
| 16. | „V meni živ je smeh‟                                                | Danijel Levski           | Hrušovar         | Sheperd, Bradford | 4:00    |
| 17. | „Dan ljubezni‟                                                      | Velkavrh                 | Hrušovar         | Dečo Žgur         | 3:35    |